# All-NBA Team
L'All-NBA Team è il riconoscimento che ogni anno la NBA conferisce ai migliori giocatori che si sono distinti nel corso della regular season.
Attualmente sono 3 i quintetti esistenti, denominati:
- All-NBA First Team
- All-NBA Second Team
- All-NBA Third Team

## Storia
La NBA nacque nel 1946 come BAA; fin dalla nascita della lega vennero nominati, al termine della stagione regolare, i quintetti ideali, a partire proprio dalla prima annata (1946-47). Fino alla fusione della BAA con la concorrente NBL (estate 1949) i quintetti furono detti All-BAA Team: dalla stagione 1949/50 essi assunsero la denominazione di All-NBA Team. L'evoluzione della tipologia e del numero di essi è variato nel tempo:
- 1947 - 1955:
  - 2 All-BAA / All-NBA Team, ognuno formato da 5 giocatori (più eventuali pari meriti)
  - ogni quintetto elenca giocatori senza riguardo per la loro posizione in campo (ala-centro-guardia)
- 1956 - 1988: 
  - 2 All-NBA Team, ognuno formato da 5 giocatori (più eventuali pari meriti
  - ogni quintetto ideale ha giocatori con posizioni stabilite: un centro, due ali e due guardie
- 1989 - 2023:
  - 3 All-NBA Team, ognuno formato da 5 giocatori (più eventuali pari meriti)
  - ogni quintetto elenca giocatori con posizioni stabilite: un centro, due ali e due guardie
- dal 2024:
  - 3 All-NBA Team, ognuno formato da 5 giocatori (più eventuali pari meriti)
  - ogni quintetto elenca giocatori indipendentemente dalla loro posizione

## Modalità del voto
Il voto ha come protagonisti una serie (p.e. 100 nel 2018, 99 nel 2024) di giornalisti e commentatori sportivi, televisivi e non, provenienti da testate giornalistiche internazionali. I giocatori ricevono 5 punti per un voto nel First Team, 3 per il Second Team e 1 per il Third Team: una volta fatti i totali si suddividono i tre quintetti, con eventuale possibilità di pari meriti. Ad oggi l'unico pari merito è avvenuto nel 1952: Bob Davies e Dolph Schayes finirono appaiati, rendendo l'All-NBA First Team composto da 6 cestisti.

## Elenchi vincitori
Per le sue prime tre stagioni la NBA era denominata BAA
- All-BAA Team 1946-1949, All-NBA Team 1949-1950
- All-NBA Team 1950-1960
- All-NBA Team 1960-1970
- All-NBA Team 1970-1980
- All-NBA Team 1980-1990
- All-NBA Team 1990-2000
- All-NBA Team 2000-2010
- All-NBA Team 2010-2020
- All-NBA Team 2020-2030

## Giocatori con almeno 10 inserimenti
Fonte: Basketball-Reference

### Legenda
| R       | Ruolo:Guardia (G), Ala (A) o Centro (C) |
| Squadre | Squadre in cui il giocatore ha militato quando è stato inserito nel quintetto; in corsivo il nuovo nome di una franchigia, nel caso in cui abbia lo cambiato e, sia prima sia dopo questo evento, uno stesso giocatore sia stato inserito in un quintetto ideale con tale squadra. |
| Periodo | Stagioni NBA nelle quali il giocatore è stato inserito nel quintetto |
| 1st     | Inserimenti nel First Team |
| 2nd     | Inserimenti nel Second Team |
| 3rd     | Inserimenti nel Third Team |
| 1st+2nd | Numero di inserimenti nei primi due quintetti |
| Tot     | Totale inserimenti |
| MVP     | Numero di vittorie del NBA Most Valuable Player Award |

### Elenco
| Giocatore           | Nazione                                        | R   | Squadre                                                                      | Periodo                       | 1st | 2nd | 3rd | 1st+ 2nd | Tot | MVP |
| ------------------- | ---------------------------------------------- | --- | ---------------------------------------------------------------------------- | ----------------------------- | --- | --- | --- | -------- | --- | --- |
| Kareem Abdul-Jabbar | Stati Uniti d'America                          | C   | Milwaukee Bucks Los Angeles Lakers                                           | 1970-1974 1976-1981 1983-1986 | 10  | 5   | 0   | 15       | 15  | 6   |
| Karl Malone         | Stati Uniti d'America                          | A   | Utah Jazz                                                                    | 1988-2001                     | 11  | 2   | 1   | 13       | 14  | 2   |
| Shaquille O'Neal    | Stati Uniti d'America                          | C   | Orlando Magic Los Angeles Lakers Miami Heat Phoenix Suns                     | 1994-2006 2009                | 8   | 2   | 4   | 10       | 14  | 1   |
| John Havlicek       | Stati Uniti d'America                          | A   | Boston Celtics                                                               | 1964 1966 1968-1976           | 4   | 7   | —   | 11       | 11  | 0   |
| Bob Cousy           | Stati Uniti d'America                          | G   | Boston Celtics                                                               | 1952-1963                     | 10  | 2   | —   | 12       | 12  | 1   |
| Bill Russell        | Stati Uniti d'America                          | C   | Boston Celtics                                                               | 1958-1968                     | 3   | 8   | —   | 11       | 11  | 5   |
| Bob Pettit          | Stati Uniti d'America                          | A   | Milwaukee Hawks St. Louis Hawks                                              | 1955-1965                     | 10  | 1   | —   | 11       | 11  | 2   |
| Oscar Robertson     | Stati Uniti d'America                          | G   | Cincinnati Royals Milwaukee Bucks                                            | 1961-1971                     | 9   | 2   | —   | 11       | 11  | 1   |
| Jerry West          | Stati Uniti d'America                          | G   | Los Angeles Lakers                                                           | 1962-1973                     | 10  | 2   | —   | 12       | 12  | 0   |
| Dolph Schayes       | Stati Uniti d'America                          | A/C | Syracuse Nationals Philadelphia 76ers                                        | 1950-1961                     | 6   | 6   | —   | 12       | 12  | 0   |
| Charles Barkley     | Stati Uniti d'America                          | A   | Philadelphia 76ers Phoenix Suns                                              | 1986-1996                     | 5   | 5   | 1   | 10       | 11  | 1   |
| John Stockton       | Stati Uniti d'America                          | G   | Utah Jazz                                                                    | 1988-1997 1999                | 2   | 6   | 3   | 8        | 11  | 0   |
| Michael Jordan      | Stati Uniti d'America                          | G   | Chicago Bulls                                                                | 1985 1987-1993 1996-1998      | 10  | 1   | 0   | 11       | 11  | 5   |
| Hakeem Olajuwon     | Nigeria/ Stati Uniti d'America                 | C   | Houston Rockets                                                              | 1986-1991 1993-1997 1999      | 6   | 3   | 3   | 9        | 12  | 1   |
| David Robinson      | Stati Uniti d'America                          | C   | San Antonio Spurs                                                            | 1990-1996 1998 2000-2001      | 4   | 2   | 4   | 6        | 10  | 1   |
| Kobe Bryant         | Stati Uniti d'America                          | G   | Los Angeles Lakers                                                           | 1999-2013                     | 11  | 2   | 2   | 13       | 15  | 1   |
| Tim Duncan          | Isole Vergini Americane/ Stati Uniti d'America | A   | San Antonio Spurs                                                            | 1998-2010 2013 2015           | 10  | 3   | 2   | 13       | 15  | 2   |
| Wilt Chamberlain    | Stati Uniti d'America                          | C   | Philadelphia Warriors San Francisco Warriors Los Angeles Lakers              | 1960-1968 1972                | 7   | 3   | —   | 10       | 10  | 4   |
| Magic Johnson       | Stati Uniti d'America                          | G   | Los Angeles Lakers                                                           | 1982-1991                     | 9   | 1   | 0   | 10       | 10  | 3   |
| Elgin Baylor        | Stati Uniti d'America                          | A   | Minneapolis Lakers Los Angeles Lakers                                        | 1959-1965 1967-1969           | 10  | 0   | —   | 10       | 10  | 0   |
| Larry Bird          | Stati Uniti d'America                          | A   | Boston Celtics                                                               | 1980-1988 1990                | 9   | 1   | 0   | 10       | 10  | 3   |
| Dirk Nowitzki       | Germania                                       | A   | Dallas Mavericks                                                             | 2001-2012                     | 4   | 5   | 3   | 9        | 12  | 1   |
| LeBron James        | Stati Uniti d'America                          | A   | Cleveland Cavaliers Miami Heat Los Angeles Lakers                            | 2005-2024                     | 13  | 4   | 4   | 17       | 21  | 4   |
| Chris Paul          | Stati Uniti d'America                          | G   | New Orleans Pelicans Los Angeles Clippers Oklahoma City Thunder Phoenix Suns | 2008-2009 2011-2016 2020-2021 | 4   | 5   | 2   | 9        | 11  | 0   |
| Kevin Durant        | Stati Uniti d'America                          | A   | Oklahoma Thunder Golden State Warriors Brooklyn Nets Phoenix Suns            | 2010-2014 2016-2019 2022 2024 | 6   | 5   | 0   | 11       | 11  | 1   |
| Stephen Curry       | Stati Uniti d'America                          | G   | Golden State Warriors                                                        | 2014-2019 2021-2024           | 4   | 5   | 2   | 9        | 11  | 2   |

1. ↑  Lew Alcindor, al termine della stagione '70-'71 cambiò il suo nome in Kareem Abdul-Jabbar.
2. ↑  L'All-NBA Third Team fu introdotto al termine della ventesima stagione di Abdul-Jabbar.
3. ↑  L'All-NBA Third Team fu introdotto al termine della quarta stagione di Malone.
4. ↑  L'NBA Most Valuable Player Award fu introdotto al termine della sesta stagione di Cousy.
5. ↑  L'NBA Most Valuable Player Award fu introdotto al termine della seconda stagione di Pettit.
6. ↑  L'NBA Most Valuable Player Award fu introdotto al termine dell'ottava stagione di Schayes.
7. ↑  L'All-NBA Third Team fu introdotto al termine della quinta stagione di Barkley.
8. ↑  L'All-NBA Third Team fu introdotto al termine della quinta stagione di Stockton.
9. ↑  L'All-NBA Third Team fu introdotto al termine della quinta stagione di Jordan.
10. ↑  Olajuwon nacque in Nigeria ma gli fu in seguito concessa, nel 1993, la nazionalità statunitense: ha anche rappresentato gli USA a livello di competizioni internazionali di pallacanestro.
11. ↑  L'All-NBA Third Team fu introdotto al termine della quinta stagione di Olajuwon.
12. ↑  Le Isole Vergini Americane sono un'area insulare degli USA, perciò pur non essendo uno stato federato i suoi abitanti posseggono la cittadinanza del loro stato sovrano. Duncan, che ha anche rappresentato gli USA in competizioni per squadre nazionali (pur avendo le Isole Vergini Americane un proprio team), è comunque annoverato dalla NBA tra i giocatori "internazionali".
13. ↑  L'All-NBA Third Team fu introdotto al termine della decima stagione di Johnson.
14. ↑  L'All-NBA Third Team fu introdotto al termine della decima stagione di Bird.
15. 1 2 3 4  Giocatore ancora in attività

## Selezioni per team

### Legenda
| Vecchie denominazioni | Altri nomi della franchigia in passato                                                          |
| Squadra               | Franchigia non più esistente o comunque non presente nell'NBA attuale                           |
| 1º anno               | Anno del primo inserimento di un giocatore della squadra in un quintetto All-NBA                |
| Ultimo anno           | Anno dell'ultimo inserimento di un giocatore della squadra in un quintetto All-NBA              |
| All-NBA               | Giocatori di quella franchigia inseriti almeno una volta in un quintetto ideale.                |
| All-1st               | Giocatori di quella franchigia inseriti almeno una volta nell'All-NBA First Team.               |
| All-1st/2nd           | Giocatori di quella franchigia inseriti almeno una volta in uno dei primi due quintetti ideali. |
| 1st                   | Inserimenti nel First Team                                                                      |
| 2nd                   | Inserimenti nel Second Team                                                                     |
| 3rd                   | Inserimenti nel Third Team                                                                      |
| 1st+2nd               | Numero di inserimenti nei primi due quintetti                                                   |
| Tot                   | Totale inserimenti                                                                              |

### Elenco
| Franchigia              | Vecchie denominazioni                                                                | 1° anno | Ultimo anno | All-NBA | All-1st | All-1st/2nd | 1st | 2nd | 3rd | 1st+ 2nd | Tot |
| ----------------------- | ------------------------------------------------------------------------------------ | ------- | ----------- | ------- | ------- | ----------- | --- | --- | --- | -------- | --- |
| Golden State Warriors   | Philadelphia Warriors San Francisco Warriors                                         | 1947    | 2024        | 19      | 10      | 17          | 27  | 21  | 8   | 48       | 56  |
| Washington Capitols     | —                                                                                    | 1947    | 1949        | 3       | 2       | 3           | 3   | 4   | —   | 7        | 7   |
| Detroit Falcons         | —                                                                                    | 1947    | 1947        | 1       | 1       | 1           | 1   | 1   | —   | 2        | 2   |
| Chicago Stags           | —                                                                                    | 1947    | 1950        | 3       | 1       | 3           | 4   | 2   | —   | 6        | 6   |
| Providence Steamrollers | —                                                                                    | 1947    | 1949        | 2       | 0       | 2           | 0   | 2   | —   | 2        | 2   |
| Cleveland Rebels        | —                                                                                    | 1947    | 1947        | 1       | 0       | 1           | 0   | 1   | —   | 1        | 1   |
| St. Louis Bombers       | —                                                                                    | 1947    | 1949        | 1       | 0       | 1           | 0   | 3   | —   | 3        | 3   |
| Boston Celtics          | —                                                                                    | 1948    | 2024        | 21      | 10      | 20          | 39  | 40  | 6   | 79       | 85  |
| New York Knicks         | —                                                                                    | 1948    | 2024        | 14      | 5       | 13          | 9   | 24  | 3   | 33       | 36  |
| Baltimore Bullets       | —                                                                                    | 1948    | 1948        | 1       | 0       | 1           | 0   | 1   | —   | 1        | 1   |
| Los Angeles Lakers      | Minneapolis Lakers                                                                   | 1949    | 2024        | 20      | 11      | 18          | 63  | 25  | 12  | 88       | 100 |
| Sacramento Kings        | Rochester Royals Cincinnati Royals Kansas City-Omaha Kings Kansas City Kings         | 1949    | 2024        | 16      | 5       | 14          | 20  | 25  | 6   | 45       | 51  |
| Indianapolis Olympians  | —                                                                                    | 1950    | 1951        | 2       | 2       | 2           | 3   | 1   | —   | 4        | 4   |
| Anderson Packers        | —                                                                                    | 1950    | 1950        | 1       | 0       | 1           | 0   | 1   | —   | 1        | 1   |
| Detroit Pistons         | Fort Wayne Pistons                                                                   | 1950    | 2019        | 1       | 6       | 11          | 9   | 17  | 8   | 26       | 34  |
| Philadelphia 76ers      | Syracuse Nationals                                                                   | 1950    | 2023        | 15      | 9       | 14          | 28  | 33  | 3   | 61       | 64  |
| Atlanta Hawks           | Tri-Cities Blackhawks Milwaukee Hawks St. Louis Hawks                                | 1951    | 2022        | 13      | 2       | 9           | 11  | 14  | 5   | 25       | 32  |
| Brooklyn Nets           | New York Nets New Jersey Nets                                                        | 1983    | 2022        | 7       | 1       | 3           | 2   | 3   | 5   | 5        | 10  |
| Toronto Raptors         | —                                                                                    | 2000    | 2022        | 6       | 0       | 5           | 0   | 5   | 4   | 5        | 9   |
| Chicago Bulls           | —                                                                                    | 1971    | 2022        | 9       | 4       | 7           | 15  | 8   | 3   | 23       | 26  |
| Cleveland Cavaliers     | —                                                                                    | 1989    | 2023        | 5       | 2       | 3           | 9   | 3   | 5   | 12       | 17  |
| Indiana Pacers          | —                                                                                    | 1995    | 2024        | 6       | 0       | 1           | 0   | 1   | 11  | 1        | 12  |
| Milwaukee Bucks         | —                                                                                    | 1970    | 2024        | 10      | 4       | 6           | 12  | 11  | 5   | 23       | 28  |
| Miami Heat              | —                                                                                    | 1997    | 2022        | 6       | 5       | 6           | 10  | 7   | 5   | 17       | 22  |
| Orlando Magic           | —                                                                                    | 1994    | 2012        | 4       | 3       | 4           | 9   | 3   | 4   | 12       | 16  |
| Washington Wizards      | Chicago Packers Chicago Zephyrs Baltimore Bullets Capital Bullets Washington Bullets | 1965    | 2021        | 14      | 3       | 10          | 5   | 13  | 6   | 18       | 24  |
| Denver Nuggets          | —                                                                                    | 1977    | 2024        |         | 2       | 5           | 4   | 6   | 7   | 13       | 17  |
| Minnesota Timberwolves  | —                                                                                    | 1999    | 2024        | 6       | 1       | 4           | 3   | 7   | 5   | 10       | 15  |
| Portland Trail Blazers  | —                                                                                    | 1977    | 2023        | 7       | 3       | 7           | 3   | 11  | 6   | 14       | 20  |
| Utah Jazz               | New Orleans Jazz                                                                     | 1976    | 2021        | 8       | 4       | 7           | 16  | 14  | 8   | 30       | 38  |
| Los Angeles Clippers    | Buffalo Braves San Diego Clippers                                                    | 1974    | 2021        | 10      | 4       | 8           | 6   | 10  | 5   | 16       | 21  |
| Phoenix Suns            | —                                                                                    | 1970    | 2024        | 17      | 8       | 13          | 14  | 18  | 9   | 32       | 41  |
| Dallas Mavericks        | —                                                                                    | 2001    | 2024        | 3       | 2       | 2           | 9   | 5   | 5   | 14       | 19  |
| Houston Rockets         | San Diego Rockets                                                                    | 1979    | 2020        | 8       | 3       | 7           | 14  | 10  | 11  | 24       | 35  |
| New Orleans Pelicans    | New Orleans/Oklahoma City Hornets New Orleans Hornets                                | 2003    | 2018        | 4       | 2       | 2           | 4   | 1   | 3   | 5        | 8   |
| San Antonio Spurs       | —                                                                                    | 1977    | 2018        | 9       | 4       | 7           | 21  | 12  | 11  | 33       | 44  |
| Oklahoma City Thunder   | Seattle Supersonics                                                                  | 2010    | 2024        | 14      | 7       | 12          | 15  | 21  | 6   | 36       | 42  |
| Memphis Grizzlies       | Vancouver Grizzlies                                                                  | 2011    | 2022        | 3       | 2       | 2           | 1   | 2   | 1   | 3        | 4   |
| Charlotte Hornets       | Charlotte Bobcats                                                                    | 1993    | 2019        | 6       | 0       | 2           | 0   | 2   | 5   | 2        | 7   |

## Selezioni per Draft

### Legenda
| Draft        | Anno del draft |
| All-NBA      | Numero di giocatori scelti in quel draft che sono stati selezionati almeno una volta per un All-NBA Team             |
| All-NBA I    | Numero di giocatori scelti in quel draft che sono stati selezionati almeno una volta per l'All-NBA First Team        |
| All-NBA I/II | Numero di giocatori scelti in quel draft che sono stati selezionati almeno una volta per uno dei primi due quintetti |
| Tot. I       | Totale degli inserimenti di giocatori di quel draft nel primo quintetto                                              |
| Tot. II      | Totale degli inserimenti di giocatori di quel draft nel secondo quintetto                                            |
| Tot. III     | Totale degli inserimenti di giocatori di quel draft nel terzo quintetto                                              |
| Tot. I + II  | Totale degli inserimenti di giocatori di quel draft nei primi due quintetti                                          |
| Tot.         | Totale degli inserimenti in quintetti All-NBA per i giocatori di quel draft                                          |

### Elenco
| Draft | All-NBA | All-NBA I | All-NBA I/II | Tot. I | Tot. II | Tot. III | Tot. I + II | Tot. |
| 1947  | 2       | 1         | 2            | 2      | 4       | -        | 6           | 6    |
| 1948  | 3       | 2         | 3            | 7      | 10      | -        | 17          | 17   |
| 1949  | 6       | 3         | 6            | 6      | 8       | -        | 14          | 14   |
| 1950  | 5       | 5         | 5            | 19     | 8       | -        | 27          | 27   |
| 1951  | 0       | 0         | 0            | 0      | 0       | -        | 0           | 0    |
| 1952  | 1       | 0         | 1            | 0      | 1       | -        | 1           | 1    |
| 1953  | 2       | 0         | 2            | 0      | 3       | -        | 3           | 3    |
| 1954  | 4       | 2         | 4            | 11     | 6       | -        | 17          | 17   |
| 1955  | 4       | 0         | 4            | 0      | 7       | -        | 7           | 7    |
| 1956  | 2       | 1         | 2            | 3      | 12      | -        | 15          | 15   |
| 1957  | 1       | 0         | 1            | 0      | 3       | -        | 3           | 3    |
| 1958  | 2       | 1         | 2            | 10     | 7       | -        | 17          | 17   |
| 1959  | 2       | 1         | 2            | 7      | 4       | -        | 11          | 11   |
| 1960  | 2       | 2         | 2            | 19     | 4       | -        | 23          | 23   |
| 1961  | 0       | 0         | 0            | 0      | 0       | -        | 0           | 0    |
| 1962  | 3       | 2         | 3            | 7      | 10      | -        | 17          | 17   |
| 1963  | 1       | 0         | 1            | 0      | 4       | -        | 4           | 4    |
| 1964  | 1       | 1         | 1            | 1      | 5       | -        | 6           | 6    |
| 1965  | 4       | 3         | 4            | 9      | 5       | -        | 14          | 14   |
| 1966  | 3       | 1         | 3            | 2      | 3       | -        | 5           | 5    |
| 1967  | 2       | 2         | 2            | 5      | 2       | -        | 7           | 7    |
| 1968  | 2       | 2         | 2            | 4      | 3       | -        | 7           | 7    |
| 1969  | 4       | 1         | 4            | 10     | 9       | -        | 19          | 19   |
| 1970  | 3       | 2         | 3            | 5      | 7       | -        | 12          | 12   |
| 1971  | 3       | 1         | 3            | 2      | 3       | -        | 5           | 5    |
| 1972  | 3       | 3         | 3            | 9      | 4       | -        | 13          | 13   |
| 1973  | 1       | 1         | 1            | 1      | 1       | -        | 2           | 2    |
| 1974  | 5       | 3         | 5            | 7      | 5       | -        | 12          | 12   |
| 1975  | 4       | 2         | 4            | 3      | 3       | -        | 6           | 6    |
| 1976  | 4       | 1         | 4            | 1      | 7       | 1        | 8           | 9    |
| 1977  | 4       | 2         | 4            | 3      | 6       | 3        | 9           | 12   |
| 1978  | 2       | 1         | 2            | 9      | 2       | 0        | 11          | 11   |
| 1979  | 3       | 2         | 3            | 10     | 6       | 0        | 16          | 16   |
| 1980  | 1       | 1         | 1            | 1      | 0       | 0        | 1           | 1    |
| 1981  | 3       | 1         | 3            | 3      | 5       | 0        | 8           | 8    |
| 1982  | 4       | 1         | 3            | 1      | 6       | 5        | 7           | 12   |
| 1983  | 3       | 1         | 2            | 1      | 3       | 3        | 4           | 7    |
| 1984  | 6       | 4         | 5            | 23     | 16      | 8        | 39          | 47   |
| 1985  | 5       | 3         | 4            | 13     | 11      | 5        | 24          | 29   |
| 1986  | 4       | 1         | 1            | 1      | 0       | 7        | 1           | 8    |
| 1987  | 4       | 2         | 3            | 7      | 8       | 10       | 15          | 25   |
| 1988  | 3       | 0         | 2            | 0      | 4       | 3        | 4           | 7    |
| 1989  | 3       | 1         | 3            | 1      | 7       | 2        | 8           | 10   |
| 1990  | 2       | 1         | 1            | 2      | 5       | 5        | 7           | 12   |
| 1991  | 2       | 0         | 2            | 0      | 2       | 2        | 2           | 4    |
| 1992  | 3       | 3         | 3            | 10     | 3       | 4        | 13          | 17   |
| 1993  | 4       | 2         | 4            | 3      | 5       | 3        | 8           | 11   |
| 1994  | 4       | 2         | 2            | 6      | 5       | 2        | 11          | 13   |
| 1995  | 2       | 1         | 1            | 4      | 3       | 3        | 7           | 10   |
| 1996  | 7       | 3         | 5            | 17     | 10      | 10       | 27          | 37   |
| 1997  | 3       | 2         | 3            | 12     | 7       | 6        | 19          | 25   |
| 1998  | 3       | 1         | 3            | 4      | 7       | 7        | 11          | 18   |
| 1999  | 5       | 0         | 1            | 0      | 1       | 6        | 1           | 7    |
| 2000  | 1       | 0         | 0            | 0      | 0       | 1        | 0           | 1    |
| 2001  | 6       | 0         | 3            | 0      | 6       | 8        | 6           | 14   |
| 2002  | 3       | 1         | 2            | 1      | 6       | 4        | 7           | 11   |
| 2003  | 4       | 2         | 4            | 15     | 9       | 11       | 24          | 35   |
| 2004  | 2       | 1         | 1            | 5      | 1       | 3        | 6           | 9    |
| 2005  | 5       | 1         | 3            | 4      | 8       | 4        | 12          | 16   |
| 2006  | 4       | 0         | 2            | 0      | 3       | 6        | 3           | 9    |
| 2007  | 4       | 3         | 3            | 8      | 6       | 1        | 14          | 15   |
| 2008  | 5       | 3         | 4            | 4      | 7       | 5        | 11          | 16   |
| 2009  | 4       | 2         | 4            | 10     | 9       | 6        | 19          | 25   |
| 2010  | 3       | 1         | 2            | 1      | 2       | 6        | 3           | 9    |
| 2011  | 6       | 1         | 4            | 3      | 6       | 9        | 9           | 18   |
| 2012  | 5       | 2         | 3            | 5      | 6       | 5        | 11          | 16   |
| 2013  | 3       | 1         | 2            | 6      | 3       | 4        | 9           | 13   |
| 2014  | 3       | 2         | 3            | 5      | 7       | 1        | 12          | 13   |
| 2015  | 2       | 1         | 1            | 1      | 0       | 3        | 1           | 4    |
| 2016  | 4       | 0         | 2            | 0      | 2       | 4        | 2           | 6    |
| 2017  | 3       | 1         | 2            | 3      | 1       | 2        | 4           | 6    |
| 2018  | 4       | 2         | 3            | 7      | 1       | 1        | 8           | 9    |
| 2019  | 1       | 0         | 1            | 0      | 1       | 0        | 1           | 1    |
| 2020  | 2       | 0         | 1            | 0      | 1       | 1        | 1           | 2    |

## Combinazioni con altri riconoscimenti

### All-NBA vincitori di premi

#### MVP stagionale
Le votazioni per il titolo di MVP della regular season (introdotto a partire dalla stagione 1955-1956) e per i migliori quintetti sono separate: ciò in teoria potrebbe portare all'(improbabile) assegnazione del titolo di miglior giocatore ad un cestista non incluso in un All-NBA Team; ad oggi comunque ciò non è mai avvenuto. È però accaduto 3 volte che l'atleta premiato come MVP dell'anno non sia stato incluso nel primo quintetto ideale bensì nel secondo. Bill Russell (nel 1961 e nel 1962) e Dave Cowens (nel 1973), entrambi pivot dei Boston Celtics (di fatto Cowens era l'"erede" di Russell a Boston), seppur eletti MVP dell'anno, finirono dietro a due veri "mostri sacri", rispettivamente Wilt Chamberlain (2 volte) e Kareem Abdul-Jabbar, nelle votazioni per gli All-NBA Team. Il caso si presentò anche perché dal 1955-1956 al 2022-23 ogni quintetto ideale doveva essere formato rigorosamente da due guardie, due ali e un centro, eccetto parimeriti, rendendo quinti altamente improbabile che due pivot potessere rientrare in un singolo quintetto.

#### Miglior difensore
Dall'introduzione del NBA Defensive Player of the Year Award (regular season 1982/83) è accaduto 13 volte che il vincitore non sia stato inserito in un All-NBA Team:
- Mark Eaton (1984/85 e 1988/89)
- Michael Cooper (1986/87)
- Dennis Rodman (1989/90 e 1990/91)
- Dikembe Mutombo (1994/95 e 1996/97)
- Marcus Camby (2006/07)
- Kawhi Leonard (2014/15)
- Rudy Gobert (2017/18 e 2023/24)
- Marcus Smart (2021/22)
- Jaren Jackson (2022/23)

#### Sesto uomo dell'anno
A partire dalla stagione 1982-83, quando è stato introdotto, il premio di miglior sesto uomo stagionale è andato ad un giocatore inserito nell'All-NBA Team di quello stesso anno solo nel 2006-07, quando Emanuel Ginóbili si aggiudicò tale riconoscimento e fu anche inserito nell'All-NBA Third Team.

#### Giocatore più migliorato
A conclusione della stagione regolare 1985-86 la NBA introdusse un premio per il giocatore più migliorato in quell'annata: da allora solo 6 vincitori di tale riconoscimento sono stati inseriti nel quintetto ideale di quello stesso anno:
- Alvin Robertson (1985-1986, Second Team)
- Kevin Johnson (1988-1989, Second Team)
- Tracy McGrady (2000-2001, Second Team)
- Jermaine O'Neal (2001-2002, Third Team)
- Paul George (2012-2013, Third Team)
- Goran Dragić (2013-2014, Third Team)
- Giannīs Antetokounmpo (2016-2017, Second Team)
- Victor Oladipo (2017-2018, Third Team)
- Julius Randle (2020-2021, Second Team)

#### All-Star Game MVP
Da quando, nella stagione 1950-51, l'NBA introdusse l'All-Star Game e di conseguenza il premio per il miglior giocatore della partita, solo 10 volte il vincitore di tale riconoscimento a fine anno non è stato inserito in un All-NBA Team:
- 1966 - Adrian Smith
- 1971 - Lenny Wilkens
- 1974 - Bob Lanier
- 1976 - Dave Bing
- 1978 - Randy Smith
- 1979 - David Thompson
- 1987 - Tom Chambers
- 1992 - Magic Johnson[12]
- 2014 - Kyrie Irving
- 2024 - Damian Lillard

#### Premio per la sportività
Al termine della stagione 1995/96 la NBA introdusse un premio per il giocatore più sportivo (il Trofeo Joe Dumars); da quell'anno solo 3 giocatori hanno ricevuto tale riconoscimento a fine anno e contemporaneamente sono stati inseriti in un All-NBA Team:
- 2001 - David Robinson (3rd Team)
- 2006 - Elton Brand (2nd Team)
- 2009 - Chauncey Billups (3rd Team)

### Esordienti (e rookie dell'anno) All-NBA

#### Rookie e giocatori alla prima esperienza NBA
Il concetto di rookie in NBA indica un giocatore che milita nella lega per il primo anno, esordendovi. I rookie furono riconosciuti dalla NBA solo dal 1953 (quando venne introdotto il premio alla migliore matricola): in precedenza comunque si potevano considerare rookie gli ex collegiali senza un passato professionistico. Nell'elenco degli atleti esordienti nella Lega e scelti per un All-NBA Team vengono comunque inseriti, oltre ai rookie, anche i giocatori (evidenziati in corsivo) che, pur avendo già militato in altre lege professionistiche di pallacanestro (NBL, ABL o BAA), in seguito o esordirono nella lega nel suo primo anno di attività (1946) o vi entrarono.

#### Elenco esordienti All-BAA/NBA
I giocatori esordienti in NBA inseriti in un All-BAA/NBA Team con esperienze passate in altre leghe professionistiche di pallacanestro (cioè, dalla stagione 1952-1953 in poi, non riconosciuti come rookie dalla lega) sono indicati in corsivo.

##### Prima stagione BAA
Nel 1946 nasce la Basketball Association of America: già dal 1937 esisteva però una lega professionistica di basket negli USA: la National Basketball League; le due leghe si uniranno nel 1949 andando a formare la NBA. La prima stagione BAA nell'annata 1946/47 vide ai nastri di partenza 11 squadre, in un certo senso tutte composte da rookie, in quanto si trattava della prima edizione di quel campionato professionistico di pallacanestro maschile statunitense. Di conseguenza tutti e 10 i giocatori scelti per il primo e il secondo quintetto sono da considerarsi "matricole" inserite in un All-BAA Team (Feerick e Baumholtz avevano però esperienze precedenti nella NBL):
- 1946/47: Joe Fulks (1st Team)
- 1946/47: Bob Feerick (1st) - ex NBL
- 1946/47: Stan Miasek (1st)
- 1946/47: Bones McKinney (1st)
- 1946/47: Max Zaslofsky (1st)

- 1946/47: Ernie Calverley (2nd Team)
- 1946/47: Frankie Baumholtz (2nd) - ex NBL
- 1946/47: John Logan (2nd)
- 1946/47: Chick Halbert (2nd)
- 1946/47: Fred Scolari (2nd)

##### 1947-1967: esordienti, rookie ed ex NBL
Come detto fino al 1949 (quando NBL e BAA si fusero nella NBA) alcuni giocatori passarono da una lega ad un'altra, dove risultavano in effetti "esordienti". La prima stagione della nuova NBA (in seguito alla fusione tra BAA e NBL) fu dunque quella 1949-50; dall'anno dopo (fino alla nascita della lega concorrente della ABA nel 1967) tutti gli esordienti NBA non avrebbero avuto esperienze professionistiche alle spalle, risultando quindi veri e propri "rookie", poiché la NBA era l'unica lega professionistica esistente.
Dalla stagione 1952-53 venne assegnato il premio di Rookie dell'anno, riconoscendo lo status di "matricola" in modo ufficiale. Dieci anni più tardi (stagione 1962-63) viene introdotto l'All-Rookie Team. Ad oggi tutti i giocatori che hanno vinto il premio di matricola dell'anno ("Rookie of the Year", qui abbreviato con "RY") sono stati inseriti nell'All-Rookie Team (se esistente).
Qui di seguito compaiono gli esordienti NBA inseriti nei quintetti ideali dalla seconda stagione BAA (1947-48), passando per la nascita della NBA vera e propria (1949), per arrivare alla creazione della ABA (1967):
- 1947/48: Carl Braun (2nd Team)
- 1947/48: Buddy Jeannette (2nd) - ex NBL
- 1948/49: Jim Pollard (1st) - ex NBL
- 1948/49: Bob Davies (1st) - ex NBL
- 1948/49: George Mikan (1st)  - ex NBL
- 1948/49: Arnie Risen (2nd) - ex NBL
- 1949/50: Alex Groza (1st)
- 1949/50: Fred Schaus (2nd)
- 1949/50: Ralph Beard (2nd)
- 1949/50: Frankie Brian (2nd) - ex NBL
- 1949/50: Dolph Schayes (2nd) - ex NBL
- 1949/50: Al Cervi (2nd) - ex NBL
- 1954/55: Bob Pettit (1st, Rookie of the Year)
- 1955/56: Maurice Stokes (2nd, RY)
- 1958/59: Elgin Baylor (1st, RY)
- 1959/60: Wilt Chamberlain (1st, RY)
- 1960/61: Oscar Robertson (1st, RY)
- 1963/64: Jerry Lucas (2nd, RY)
- 1965/66: Rick Barry (1st, RY)

##### 1968-1976: NBA ed ex ABA-ex ABL
Nel 1967 nasce la ABA, in diretta competizione con la NBA; anche la ABA introdusse dei quintetti ideali di fine stagione (denominati "All-ABA Team"). Dopo la fusione di questa lega con l'NBA (1976) la maggior parte dei giocatori passarono nell'NBA post fusione a 22 squadre, dove erano sì esordienti, ma non venivano riconosciuti come rookie, e quindi candidabili ai relativi premi.
- 1968-69: Wes Unseld (1stTeam, Rookie of the Year)
- 1969-70: Connie Hawkins (1st) - ex ABL, ex ABA[13]
- 1969-70: Lew Alcindor[14] (2nd, RY)
- 1975-76: George McGinnis (1st) - ex ABA

##### 1977-oggi
Alla fine dell'annata 1975-76 la ABA chiuse i battenti, fondendosi parzialmente con la NBA: la stagione successiva due tra i migliori giocatori migrati in NBA dall'ABA, D.Thompson e J.Erving, furono inseriti negli All-NBA Team (dove non erano "rookie"). Da quel momento in poi, non ci sarebbero stati più esordienti NBA non rookie, aventi cioè precedenti esperienze professionistiche in altre leghe americane di pallacanestro.
- 1976-77 David Thompson (1st Team) - ex ABA
- 1976-77 Julius Erving (2nd) - ex ABA
- 1977-78 Walter Davis (2nd, Rookie of the Year)
- 1978-79 Phil Ford (2nd, RY)
- 1979-80 Larry Bird (1st, RY)
- 1984-85 Michael Jordan (2nd, RY)
- 1989-90 David Robinson (2nd, RY)
- 1997-98 Tim Duncan (1st, RY)

### Quintetti All-NBA e difensivi
A partire dalla stagione 1968-69 la lega ha introdotto due quintetti come riconoscimento ai migliori difensori, gli NBA All-Defensive Team. Vediamo alcuni record relativi al rapporto tra le scelte nei quintetti All-NBA e i quintetti difensivi:
- Maggior numero di selezioni totali (All-NBA/All-Defensive):
  - 30, Tim Duncan (15/15)
- Maggior numero di selezioni totali nei primi quintetti (All-NBA/All-Defensive):
  - 20, Kobe Bryant (11/9)
- Stagioni consecutive con selezione sia per l'All-NBA First Team sia per l'NBA All-Defensive First Team:
  - 6, Michael Jordan (1988-1993)
  - 6, Kobe Bryant (2006-2011)
- Stagioni consecutive con selezione sia per un All-NBA Team sia per un All-Defensive Team:
  - 13, Tim Duncan (1998-2010)[15]
- Almeno 10 selezioni sia in un All-NBA Team sia in un All-Defensive Team (All-NBA/All-Defensive):
  - Tim Duncan (15/15)
  - Kareem Abdul-Jabbar (15/11)
  - Kobe Bryant (15/12)

### Top scorer All-NBA
Fin dalla prima stagione BAA la Lega assegnò il premio di top scorer della stagione regolare: fino al 1969 assegnando il riconoscimento al giocatore che aveva totalizzato più punti, e successivamente a quello che, avendo superato dei requisiti di partite giocate o punti totali, si era distinto per la media punti (PPG) più alta. Ad oggi soltanto due volte il top scorer della NBA non è stato inserito in uno dei quintetti ideali:
- Elvin Hayes (1969)
- Bob McAdoo (1976)

Entrambi fallirono l'inserimento nell'All-NBA Team prima che venisse introdotto il terzo quintetto.

## Record

### Individuali

#### Inserimenti nei quintetti
Fonte: Basketball-Reference
| 1st+2nd+3rd Team  | 1st+2nd Team      | 1st Team          | 2nd Team         | 3rd Team        |
| ----------------- | ----------------- | ----------------- | ---------------- | --------------- |
| LeBron James (20) | LeBron James (16) | LeBron James (13) | Bill Russell (8) | Paul George (5) |

#### Inserimenti consecutivi
|                  | Giocatore                          | Periodo             |
| 1st+2nd+3rd Team | LeBron James (20)                  | 2005-2024           |
| 1st+2nd Team     | LeBron James (14)                  | 2005- 2018          |
| 1st Team         | Karl Malone (11) LeBron James (11) | 1989-1999 2008-2018 |

#### Inserimenti con una singola franchigia
|                  | Giocatore        | Franchigia         |
| 1st+2nd+3rd Team | Kobe Bryant (15) | Los Angeles Lakers |
| 1st+2nd+3rd Team | Tim Duncan (15)  | San Antonio Spurs  |
| 1st+2nd Team     | Karl Malone (13) | Utah Jazz          |
| 1st+2nd Team     | Kobe Bryant (13) | Los Angeles Lakers |
| 1st+2nd Team     | Tim Duncan (13)  | San Antonio Spurs  |
| 1st Team         | Karl Malone (11) | Utah Jazz          |
| 1st Team         | Kobe Bryant (11) | Los Angeles Lakers |

#### Inserimenti con più franchigie
Hanno ottenuto inserimenti nell'All-NBA Team con 4 squadre diverse:
- Shaquille O'Neal (Orlando Magic, Los Angeles Lakers, Miami Heat, Phoenix Suns).
- Kevin Durant (Oklahoma City Thunder, Golden State Warriors, Phoenix Suns, Brooklyn Nets)

Nel conteggiare il numero di squadre di un giocatore non si considera il caso in cui una franchigia abbia cambiato nome o si sia spostata dalla città.

#### Inserimenti per ruolo
|         | 1st Team                  | 1st+2nd Team      | 1st+2nd+3rd Team          |
| ------- | ------------------------- | ----------------- | ------------------------- |
| Guardia | K. Bryant (11)            | K. Bryant (13)    | K. Bryant (15)            |
| Ala     | James (13)                | James (16)        | James (20)                |
| Centro  | Abdul-Jabbar, Duncan (10) | Abdul-Jabbar (15) | Abdul-Jabbar, Duncan (15) |

#### Primati di età
Si noti che per il calcolo dell'età al momento dell'inserimento, tenendo conto che le regular season NBA non finiscono sempre nello stesso giorno, si è presa la data del 15 aprile.
| Primato / Quintetto | 1st/2nd/3rd                               | 1st/2nd                                        | 1st                                            |
| ------------------- | ----------------------------------------- | ---------------------------------------------- | ---------------------------------------------- |
| Più giovane         | Lebron James, 20 anni e 112 giorni (2005) | Lebron James, 20 anni e 112 giorni (2005)      | Luka Doncic, 21 anni e 52 giorni (2020)        |
| Più anziano         | Lebron James, 39 anni e 116 giorni (2024) | Kareem Abdul-Jabbar, 39 anni e 9 giorni (1986) | Kareem Abdul-Jabbar, 39 anni e 9 giorni (1986) |

#### All-NBA per tutta la carriera
Ad oggi tra i giocatori non più in attività solo 5 cestisti sono stati selezionati per un All-NBA Team in ognuna delle loro stagioni in NBA/BAA:
- Frankie Baumholtz (1946-47[18])
- Alex Groza (1949-50 - 1950-1951[19])
- Ralph Beard (1949-50 - 1950/51[19])
- Bob Pettit (1954-55 - 1964-65)
- Maurice Stokes (1954-55 - 1956-57[20])

Tra questi cinque atleti Bob Pettit è l'unico che ha concluso la sua carriera con un ritiro "ordinario" dai parquet della NBA, al suo undicesimo anno tra i professionisti; Pettit detiene inoltre il record, tra questi 5 giocatori, per il maggior numero di selezioni All-NBA totali (11) e selezioni nel primo quintetto (10).
Tutti e 5 i suddetti giocatori hanno trascorso la loro carriera NBA in un'unica squadra: Stokes ha militato nei Rochester Royals (Cincinnati Royals dopo il trasferimento della franchigia in Ohio del 1957), Pettit nei Milwaukee Hawks (St. Louis Hawks dopo il trasferimento della franchigia nel Missouri del 1955), Groza e Beard negli Indianapolis Olympians e, infine, Baumholtz ha passato il suo unico anno BAA nei Cleveland Rebels.

### Di squadra
Una squadra ha un suo giocatore inserito nel quintetto ideale se l'atleta in questione ha concluso la stagione con la stessa, indipendentemente da eventuali transazioni precedenti.

#### Scelte complessive
- Giocatori scelti almeno una volta per
  - l'All-NBA First Team: 11 - Los Angeles/Minneapolis Lakers
  - i primi due quintetti: 18 - Boston Celtics
  - un quintetto ideale qualsiasi: 20
    - Boston Celtics
    - Los Angeles/Minneapolis Lakers
- Maggior numero di scelte complessive
  - nell'All-NBA First Team: 63 - Los Angeles/Minneapolis Lakers
  - nei primi due quintetti: 86 - Los Angeles/Minneapolis Lakers
  - in un quintetto ideale qualsiasi: 95 - Los Angeles/Minneapolis Lakers

#### Giocatori in quintetto
Maggior numero di giocatori dello stesso Team
- nell'All-NBA First Team: 3 - Boston Celtics 1958-1959 (Russell, Cousy, Sharman)
- nei primi 2 quintetti ideali: 3 - 15 volte
- nei primi 3 quintetti ideali: 3 - 20 volte

#### Stagioni consecutive

##### All-NBA Team
Stagioni consecutive con almeno
- 1 giocatore in uno dei quintetti ideali: 27 - Boston Celtics 1951-1977
- 2 giocatori in uno dei quintetti ideali: 17 - Boston Celtics 1952-1968
- 3 giocatori in uno dei quintetti ideali: 7 - Boston Celtics 1958-1964

Questi tre primati costituiscono, ovviamente, anche i record per il maggior numero di stagioni consecutive con almeno 1/2/3 giocatore/i in uno dei primi 2 quintetti, dato che sono stati fatti registrare anteriormente all'introduzione dell'All-NBA Third Team.

##### All-NBA First Team
Stagioni consecutive con almeno
- 1 giocatore nel primo quintetto ideale: 16 - Minneapolis/Los Angeles Lakers 1959-1974.
- 2 giocatori nel primo quintetto ideale: 4
  - Boston Celtics 1956-1959 (Bob Cousy - Bill Sharman più Bill Russell nel 1959)
  - Los Angeles Lakers 1962-1965 (Elgin Baylor-Jerry West)

### Di nazionalità

#### Legenda
| Nazione           | Si fa riferimento alla nazionalità del giocatore al momento del suo primo inserimento in un quintetto ideale                         |
| Primo inserimento | Primo giocatore della nazione inserito in un dato quintetto ideale (anno dell'inserimento)                                           |
| 1st               | Presenze nel First Team |
| 2nd               | Presenze nel Second Team |
| 3rd               | Presenze nel Third Team |
| 1st+2nd           | Numero di presenze totali nei primi due quintetti                                                                                    |
| Tot               | Numero totale di presenze di quella nazione (conteggiando quindi più volte uno stesso cestista)                                      |
| Cestisti inseriti | Giocatori della stessa nazione inseriti almeno una volta in un quintetto ideale                                                      |
|                   | Prima presenza di un giocatore di quel continente (Africa, Nordamerica, Sudamerica, Asia, Europa, Oceania) in un quintetto           |
|                   | Prima presenza di un giocatore di quel continente (Africa, Nordamerica, Sudamerica, Asia, Europa, Oceania) in quel tipo di quintetto |
|                   | Prima presenza di un giocatore di quella nazione in un quintetto ideale                                                              |

#### Elenco
| Nazione               | Primo inserimento            | Primo inserimento            | Primo inserimento       | Presenze | Presenze | Presenze | Presenze | Presenze | Cestisti inseriti        |
| Nazione               | nel First Team               | nel Second Team              | nel Third Team          | 1st      | 2nd      | 3rd      | 1st+ 2nd | Tot      | Cestisti inseriti        |
| Stati Uniti d'America | 5 a pari merito (1947)       | 5 a pari merito (1947)       | 5 a pari merito (1989)  | 352      | 343      | 133      | 695      | 828      | 223                      |
| Nigeria               | Hakeem Olajuwon (1987)       | Hakeem Olajuwon (1986)       | Hakeem Olajuwon (1991)  | 6        | 3        | 3        | 9        | 12       | 1 (Olajuwon)             |
| Germania              | Dirk Nowitzki (2005)         | Dirk Nowitzki (2002)         | Detlef Schrempf (1995)  | 4        | 5        | 4        | 9        | 13       | 2 (Schrempf, Nowitzki)   |
| Francia               | Joakim Noah (2014)           | Tony Parker (2012)           | Tony Parker (2009)      | 1        | 4        | 3        | 5        | 8        | 3 (Gobert, Noah, Parker) |
| Argentina             | —                            | —                            | Emanuel Ginóbili (2008) | 0        | 0        | 2        | 0        | 2        | 1 (Ginóbili)             |
| Croazia               | —                            | —                            | Dražen Petrović (1993)  | 0        | 0        | 1        | 0        | 1        | 1 (Petrović)             |
| Spagna                | Marc Gasol (2015)            | Pau Gasol (2011)             | Pau Gasol (2009)        | 1        | 3        | 2        | 4        | 6        | 2 (P.Gasol, M.Gasol)     |
| Canada                | Steve Nash (2005)            | Steve Nash (2008)            | Steve Nash (2002)       | 3        | 2        | 2        | 5        | 7        | 1 (Nash)                 |
| Rep. Dem. del Congo   | —                            | Dikembe Mutombo (2001)       | Dikembe Mutombo (1998)  | 0        | 1        | 2        | 1        | 3        | 1 (Mutombo)              |
| Serbia e Montenegro   | —                            | Predrag Stojaković (2004)    | —                       | 0        | 1        | 0        | 1        | 1        | 1 (Stojaković)           |
| Cina                  | —                            | Yao Ming (2007)              | Yao Ming (2004)         | 0        | 2        | 3        | 2        | 5        | 1 (Ming)                 |
| Australia             | —                            | —                            | Andrew Bogut (2010)     | 0        | 0        | 2        | 0        | 2        | 1 (Bogut, Simmons)       |
| Repubblica Dominicana | —                            | —                            | Al Horford (2011)       | 0        | 0        | 2        | 0        | 2        | 2 (Horford, Towns)       |
| Slovenia              | Luka Dončić (2020)           | —                            | Goran Dragić (2014)     | 1        | 0        | 1        | 1        | 2        | 2 (Dragić, Dončić)       |
| Grecia                | Giannīs Antetokounmpo (2019) | Giannīs Antetokounmpo (2017) | —                       | 2        | 2        | 0        | 4        | 4        | 1 (Antetokounmpo)        |
| Camerun               | —                            | Joel Embiid (2018)           | —                       | 0        | 3        | 0        | 3        | 3        | 2 (Embiid, Siakam)       |
| Serbia                | Nikola Jokić (2019)          | Nikola Jokić (2020)          | —                       | 1        | 1        | 0        | 2        | 2        | 1 (Jokić)                |

### Relativi al Draft
- Draft con il maggior numero di giocatori inseriti almeno una volta
  - in un quintetto qualsiasi: 1996, 7 (Iverson, K.Bryant, Marbury, R.Allen, Stojaković, Nash, J.O'Neal)
  - nell'All-NBA First Team: 1950, 5 (Arizin, Cousy, Foust, Yardley, Sharman)
  - in uno dei primi due quintetti: 1949, 6 (Macauley, Mikkelsen, Groza, McGuire, Beard, Schaus)
- Draft con il maggior totale di scelte dei giocatori ivi scelti
  - nel primo quintetto: 1984, 23
  - nei primi due quintetti: 1984, 39
  - in tutti i quintetti: 1984, 47